# Una famiglia perfetta
Una famiglia perfetta è un film del 2012 diretto e sceneggiato da Paolo Genovese.
Si tratta di un remake del film spagnolo Familia, diretto nel 1996 dal regista Fernando León de Aranoa.

## Trama
Un potente uomo di mezza età, nonostante la ricchezza, soffre enormemente la propria solitudine. Per le feste natalizie decide così di assumere una compagnia di attori per interpretare per un paio di giorni la "famiglia perfetta" che ha sempre sognato di avere. La vicenda viaggia così su due livelli: uno reale e l'altro che segue un copione, scritto dal protagonista e fornito agli attori. Ma pian piano i due livelli si confondono e il copione viene gradualmente disatteso: la realtà si inserisce nella finzione e ogni ruolo viene rimesso continuamente in discussione, sino alla rivelazione finale che dà un senso a tutta la vicenda.

## Promozione
Il 19 novembre 2012 è stato diffuso online il trailer del film.

## Distribuzione
Il film è uscito nelle sale il 29 novembre 2012.

## Riconoscimenti
- 2013 - David di Donatello
  - Candidatura Migliore attore protagonista a Sergio Castellitto
  - Candidatura Migliore attrice non protagonista a Francesca Neri
  - Candidatura Premio David giovani a Paolo Genovese
- 2013 - Nastro d'argento
  - Premio Cusumano alla commedia a Francesca Neri
  - Candidatura Migliore commedia a Paolo Genovese
  - Candidatura Migliore attrice non protagonista a Claudia Gerini
- 2013 - Ciak d'oro[2]
  - Candidatura Migliore attore non protagonista a Marco Giallini
  - Candidatura Migliore attrice non protagonista a Ilaria Occhini
- 2014 - Festival del cinema italiano di Bastia
  - Candidatura Gran Premio della Giuria a Paolo Genovese
- 2013 - Golden Graal
  - Candidatura Miglior regista di un film commedia a Paolo Genovese
  - Candidatura Miglior attrice in un film commedia a Carolina Crescentini
- 2012 - Festival della primavera del cinema italiano
  - Miglior attrice a Carolina Crescentini
  - Attrice dell'anno a Claudia Gerini